# Apseudes spinosus
Apseudes spinosus is een naaldkreeftjessoort uit de familie van de Apseudidae. De wetenschappelijke naam van de soort is voor het eerst geldig gepubliceerd in 1858 door M. Sars.